# Йосиповка (Староконстантиновский район)
Йосиповка (укр. Йосипівка) — село в Староконстантиновском районе Хмельницкой области Украины.
Население по переписи 2001 года составляло 390 человек. Почтовый индекс — 31146. Телефонный код — 3854. Занимает площадь 0,235 км². Код КОАТУУ — 6824288005.

## История
В 1945 г. Указом Президиума ВС УССР село Юзефовка переименовано в Йосиповку.

## Местный совет
31146, Хмельницкая обл., Староконстантиновский р-н, с. Сербиновка